# Abbaye du Monastier-sur-Gazeille
L'abbaye du Monastier-sur-Gazeille est une ancienne abbaye située sur la commune du Monastier-sur-Gazeille dans le département de la Haute-Loire en France.

## Histoire
L'abbaye aurait été établie vers 570 par Carmery, gouverneur d'Auvergne. À la suite de l'effondrement du premier édifice, une reconstruction a été entreprise de 1074 à 1086. Les voûtes de la grande nef ont été achevées entre 1505 et 1520. L'abbaye a été à la tête de son ordre jusqu'en 1671, puis elle est passée en commende en 1690 avant d'être rattachée à Cluny au XVIIIe siècle. En 1700, la décision a été prise de reconstruire le cloître, bien que les raisons de sa destruction demeurent à établir. De l'ancien monastère fondé à l'époque romane, seules l'église et le bâtiment du couvent datant du début du XVIIIe siècle subsistent aujourd'hui. 

## Description
Ce bâtiment exhibe une architecture typique de la région à l'époque mentionnée. Au rez-de-chaussée, un vaste portique suggère la possibilité d'un cloître, envisagé si la construction avait été prolongée en angle. La façade principale arbore un style classique, tandis que les autres sont constituées de simples moellons jointoyés. À l'intérieur, la structure du grand escalier a été altérée par un ajout. Au premier étage, le grand couloir, qui donnait accès aux cellules, subsiste encore avec ses anciennes portes ornées de chambranles moulurés. Dans son ensemble, le bâtiment offre un intérieur voûté.

## Protection
Les façades et toitures, l'escalier et la galerie du premier étage des bâtiments conventuels sont inscrits au titre des monuments historiques par arrêté du 28 février 1966.